# كافيار كالي

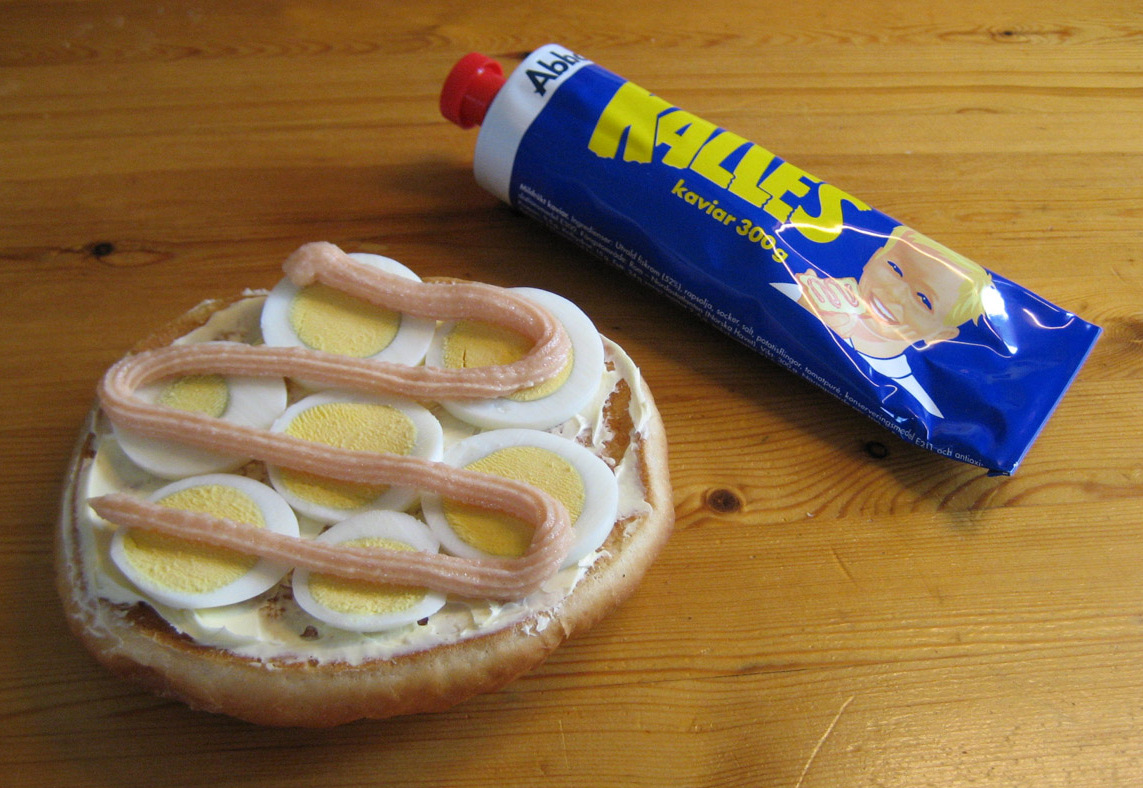
كافيار كالّي مضاف فوق سندويشة بيض

كافيار كالّي (بالسويدية: Kalles kaviar) هو طعام سويدي تقليدي يدهن على الخبز. الكافيار أو الخِبْيَارِي يتألف من بيض سمك القد الأطلسي محلّى ومملّح.